# ایر لیکوئید

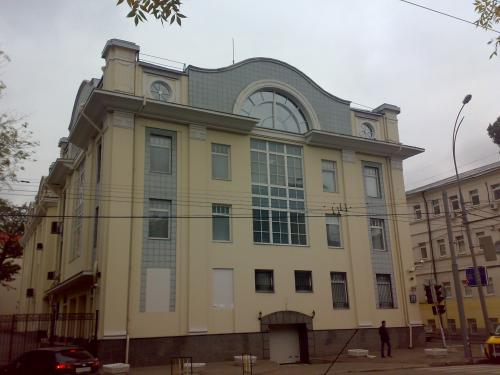
ساختمان اداری ایر لیکوئید، در شهر مسکو، روسیه

ایر لیکوئید اس.ای. (به فرانسوی: Air Liquide S.A.) شرکت چندملیتی فرانسوی است، که تأمین گازهای صنعتی و خدمات مرتبط با آن را، به صنایع مختلف از جمله کارخانجات تولید تجهیزات پزشکی، مواد شیمیایی و قطعات الکترونیکی ارائه می‌دهد.
این شرکت در سال ۱۹۰۲ تأسیس شد و هم‌اکنون با عملیات در بیش از ۸۰ کشور، بزرگ‌ترین تولیدکنندهٔ گازهای صنعتی جهان بر پایهٔ میزان درآمد محسوب می‌شود.
دفتر مرکزی ایر لیکوئید در شهر پاریس فرانسه قرار دارد. همچنین دارای یک واحد بزرگ اداری در کشور ژاپن و نیز دفاتر بین‌المللی در شهرهای هیوستون، تگزاس و نیوآرک، دلاویر در ایالات متحده آمریکا می‌باشد.
در سال ۲۰۰۹ شرکت ایر لیکوئید در رتبه ۴۸۴ فهرست فورچون جهانی ۵۰۰ از بزرگ‌ترین شرکت‌های جهان قرار گرفت.